# آینگار یوگا
آینگار یوگا، که بر مبنای نام ب.ک.اس. آینگار نام گذاری شده و توسعه یافته است، یکی از سبک‌های ورزش یوگا است. این شیوه یوگا، در یک فرایند بیش از هشت دهه، اینک به‌طور گسترده در بیش از ۷۷ کشور جهان بوسیله مراکز و انستیتوهای یوگا؛ مربیان وشاگردان بسیار تمرین می‌شود.
این سبک اغلب از ابزارهایی نظیر کمربند، آجر یوگا و پتو، به عنوان کمک در انجام آسانا‌ها استفاده می‌کند. به همین دلیل نه تنها خطر آسیب دیدگی در آن به حداقل می‌رسد، بلکه افراد بیش تری از جمله سالمندان می‌توانند آن را تمرین نمایند.

## تاریخ آینگار یوگا

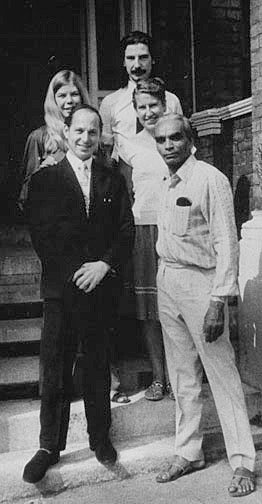
ب.ک.اس. آینگار با معلم یوگا، مالکوم استروت در لندن، ۱۹۷۱. عکس توسط جان هیلز

ینگار در سال ۱۹۱۸ در روستای بِلور در یک خانواده بسیار بزرگ وفقیر در ۱۴ دسامبر به دنیا آمد. این روستا در ناحیه Kolar، ایالت کارناتاکا هند قرار دارد، در سال ۱۹۲۳، خانواده به ایالت بنگلور مهاجرت نمود و در آن جا در سال ۱۹۲۷ وی از نعمت داشتن پدر محروم شد. در ۱۵ سالگی وی مبتلا به بیماری تیفویید به شهر میسور هند رفت تا در آن جا به وسیله شوهر خواهرش که یکی از استادان بزرگ یوگا به نام کریشناماچاریا بود با اصول یوگا آشنا شود.
با اینکه ضعیف و بیمار بود، آن چنان مجذوب یوگا شد و خود را در تمرینات غرق کرد که ناگزیر به ترک مدرسه در سطح دبیرستان در سال ۱۹۳۶ گردید. وی با اینکه ازضعف عضلات درد طاقت فرسا می‌کشید چنان به تمرین وممارست پرداخت که در مدت کوتاهی به بسیاری از تمرینات تسلط کافی یافت و توانست خود را به مرحله تعلیم تعدادی از اعضا وخانواده‌های مربیان کالج کارناتاکا در Dharwar برساند. پس از اخذ دیپلم مربی گری از کریشناماچاریا در Hubli و Dharwar کلاس‌های آموزشی خود را شروع نمود.
در سال ۱۹۳۷ دکتر V.B.Gokhale جراح عمومی و از دوستداران یوگا، ترتیبی داد که وی در پونا به عنوان مربی تدریس کند و این همکاری تا ۱۹۴۰ ادامه داشت. در این سال خود وی به‌طور خصوصی در پونا شروع به تدریس نمود. با اینکه از نظر مالی در تنگنا قرار داشت با این همه در ۱۹۴۳با شریماتا رامامانی ازدواج کرد.
با گذشت زمان، نام و شهرت وی به عنوان مربی و درمانگر در ناحیه پیچید و به تدریج شاگردان بیشتری از وی تقاضای کمک داشتند. در ۱۹۴۸ کریشنا مورتی شاگرد وی بود و او را بهترین مربی تمام دوران‌ها دانست و به مدت دو دهه این دو با هم همراهی داشتند. سوامی شیواناندا از بزرگان یوگا به او لقب راجای یوگا داد. وی در این زمان از شاگردان معروف ومتشخص زیادی برخوردار بود.